# Бабаев, Рафик Фарзи оглы
Ра́фик Фарзи́ оглы́ Баба́ев (азерб. Rafiq Fərzi oğlu Babayev; 31 марта 1936, Баку — 19 марта 1994, там же) — азербайджанский джазовый музыкант, композитор, дирижёр, аранжировщик, автор музыки к кинофильмам. Народный артист Азербайджана (1993).

## Биография
Рафик Бабаев родился 31 марта 1935 года в Баку, в многодетной музыкальной семье. Отец — Фарзи Бабаев был репрессирован в 1937 году (позднее реабилитирован). Четверо из детей этой семьи, включая самого Рафика Бабаева, в дальнейшем стали профессиональными музыкантами. Начальное музыкальное образование Рафик Бабаев получил в Специальной музыкальной школе (1943—1950), позже поступил в Бакинское музучилище имени Асефа Зейналлы по классу фортепиано (1950—1954).

### Творческая деятельность
Будучи студентом училища, работал музыкальным руководителем инструментального ансамбля, увлекался джазовой музыкой и овладел искусством импровизации. На выпускном экзамене в его программу, помимо классики, была включена композиция американского джазового пианиста Билла Эванса. Так начиналась карьера Рафика Бабаева как джазового музыканта. Закончив в 1959 году Азербайджанскую государственную консерваторию им. Уз. Гаджибекова, Рафик Бабаев полностью посвятил себя джазовой музыке, став музыкальным руководителем джазово-инструментальной группы, с которой отправился в длительные турне по Советскому Союзу.
В 1966 году он познакомился с выдающимся певцом Рашидом Бейбутовым, основавший Театр Песни, и по его приглашению стал музыкальным руководителем Театра Песни; вместе они подготовили большую театрализованную концертную программу. В этот же период Рафик Бабаев продолжал творческую работу в области джазовой музыки, постоянно участвуя в джазовых фестивалях. В 1967 году ансамбль Рафика Бабаева стал лауреатом Международного джазового фестиваля в Таллине. Особо была отмечена композиция Рафика, исполненная в ладу мугама «Баяты-Кюрд».
В 1978 году за большие заслуги в развитии азербайджанской музыкальной культуры, Рафик Бабаев был удостоен звания заслуженного артиста Азербайджанской ССР. В 1984 года он стал художественным руководитель и главным дирижёром Эстрадно-симфонического оркестра Азербайджанского радио и телевидения. В этот период Рафик Бабаев проводил огромную педагогическую работу по повышению уровня исполнения молодых музыкантов-инструменталистов оркестра и его вокалистов. При этом же оркестре Рафик Бабаев создал джазовый ансамбль солистов, пользующихся большим успехом как в Азербайджане, так и за его пределами. В разные годы в составе джазового ансамбля играли такие профессиональные музыканты, как Геннадий Степанищев (флейта, саксофон), Рауф Султанов (бас-гитара), Алескер Аббасов (гитара), Сиявуш Керими (ударные, клавишные), Джамиль Амиров (клавишные), Тофик Джаббаров (ударные), Фируз Исмайлов (синтезатор), Рамин Султанов (ударные), Эмиль Гасанов (бас-гитара), Вагиф Алиев (ударные).
В 1991 году Рафик Бабаев организовал фольклорно-джазовый коллектив «Джанги» и создал студию звукозаписи, которая помогала группе в осуществлении музыкальных проектов. Группа исполняла красочные композиции, используя фольклорные инструменты, обогащая их необычными гармониями и мелодично соединяя музыку восточной и западной цивилизаций.
Рафик Бабаев являлся членом Союза композиторов и Союза кинематографистов, он приобрёл широкую известность как уникальный музыкант, композитор, пианист высокого класса, общественный деятель, организатор всевозможных творческих конкурсов, просмотров, фестивалей. Им было создано большое количество джазовых композиций, пьес, песен, многочисленные аранжировки народных песен, музыка более чем к двадцати кинофильмам. С учётом выдающихся заслуг Рафика Бабаева в азербайджанской культуре в 1993 году ему было присвоено звание Народного артиста Азербайджана.

## Гибель
19 марта 1994 года Рафик Бабаев погиб в результате теракта в бакинском метро устроенного членом лезгинской националистической организации.
Из мемуаров Муслима Магомаева о Рафике Бабаеве:

Получив приглашение из Ирана, я решил взять с собой друга, пианиста Рафика Бабаева. Пианист он был сказочный: яркий солист и чуткий аккомпаниатор, прекрасно игравший и классику, и джаз. Когда Рашид Бейбутов организовал свой театр песни, Рафик стал его музыкальным руководителем. Этот великолепный музыкант несколько лет назад погиб трагически. Рафик никогда не ездил на метро — у него была машина. В тот свой последний день он торопился на радио, где была запланирована запись. Сел в машину — она не заводилась, стал ловить такси — никто не останавливался. Он чувствовал, что опаздывает, и решил спуститься в метро — в первый и в последний раз в жизни. И судьбе было угодно, чтобы именно в этот чёрный день и час, в эти минуты в бакинском метро прозвучал тот страшный взрыв, унёсший столько человеческих жизней. Рафик оказался одной из многочисленных жертв террористического акта…

## Киномузыка
- 1969 — «Этюд об Азербайджане» Документальный фильм О. Миркасимов «Азербайджанфильм»
- 1970 — «Хлеб» Документальный фильм З. Магеррамов «Азербайджанфильм»
- 1970 — «10 минут о Баку» Документальный фильм О. Миркасимов «Азербайджанфильм»
- 1971 — «Ночной разговор» Документальный фильм О. Миркасимов «Азербайджанфильм»
- 1974 — «1001-я гастроль» Художественный фильм О. Миркасимов «Азербайджанфильм»
- 1978 — «С весной вместе» Документальный фильм З. Магеррамов «Азербайджанфильм»
- 1978 — «Дачный домик для одной семьи»* Художественный фильм Ю. Гусман «Азербайджанфильм»
- 1979 — «Фаэтонщик» Документальный фильм Дж. Фараджев «Азербайджанфильм»
- 1980 — «Хочу понять» Художественный фильм О. Миркасимов «Азербайджанфильм»
- 1982 — «Серебряный фургон» Художественный фильм О. Миркасимов «Азербайджанфильм»
- 1982 — «Шельф» Документальный фильм Р. Шахмалиев «Азербайджанфильм»
- 1984 — «Земля — космос — обратная связь» Документальный фильм Р. Шахмалиев «Азербайджанфильм»
- 1985 — «Джин в микрорайоне» Художественный фильм О. Миркасимов «Азербайджанфильм»
- 1985 — «Однажды вечером» Мультфильм Ф. Курбанова «Азербайджанфильм»
- 1986 — «Под высоким небом Родины» Документальный фильм И. Сафаров «Азербайджантелефильм»
- 1986 — «Добрая сказка» Мультфильм В. Бейбутов «Азербайджантелефильм»
- 1986 — «Черный аист» Мультфильм В. Бейбутов «Азербайджантелефильм»
- 1987 — «Чертик под лобовым стеклом» Художественный фильм О. Миркасимов «Азербайджанфильм»
- 1987 — «1000 лет» Документальный фильм И. Сафаров «Азербайджантелефильм»
- 1987 — «Волшебный фонарь» Мультфильм В. Бейбутов «Азербайджантелефильм»
- 1988 — «Басат — победитель Тепегёза» Мультфильм В. Бейбутов «Азербайджантелефильм»
- 1989 — «Память» Документальный фильм И. Сафаров «Азербайджантелефильм»
- 1989 — «Курбаналибек» Мультфильм В. Бейбутов «Азербайджантелефильм»